# Gyulaj, Tolna
Gyulaj  este un sat în districtul Dombóvár, județul Tolna, Ungaria, având o populație de 1.068 de locuitori (2011). 

## Demografie
Componența etnică a satului Gyulaj
     Maghiari (69,92%)
     Romi (29,35%)
     Germani (0,73%)
Componența confesională a satului Gyulaj
     Romano-catolici (61,7%)
     Fără religie (14,51%)
     Reformați (2,53%)
     Necunoscută (20,41%)
     Alte religii (1,97%)
Conform recensământului din 2011, satul Gyulaj avea 1.068 de locuitori. Din punct de vedere etnic, majoritatea locuitorilor (69,92%) erau maghiari, cu o minoritate de romi (29,35%).  Din punct de vedere confesional, majoritatea locuitorilor (61,7%) erau romano-catolici, existând și minorități de persoane fără religie (14,51%) și reformați (2,53%). Pentru 20,41% din locuitori nu este cunoscută apartenența confesională.